# Île Proclamation
L'île Proclamation (en anglais : Proclamation Island) est une île de l'Antarctique.

## Histoire

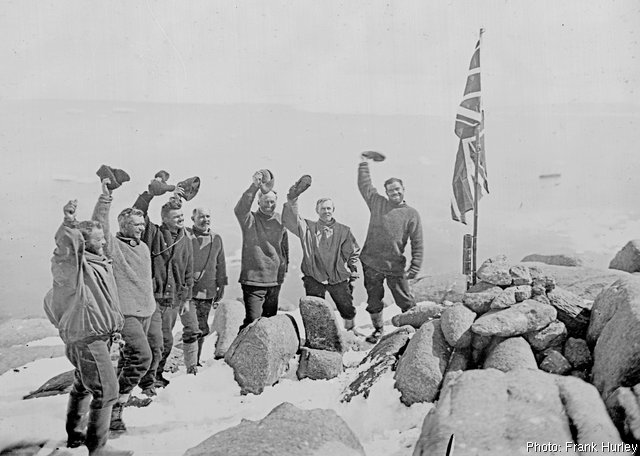
L'équipe de Douglas Mawson sur l'île Proclamation le 13 janvier 1930.

L'île a été découverte par l'expédition BANZARE (1929-1931) dirigée par Douglas Mawson, et nommée à la suite de la lecture d'une proclamation revendiquant la région pour la Couronne britannique à son sommet le 13 janvier 1930. Un cairn et une plaque commémorative y ont été érigés par Mawson ; le cairn est un monument historique de l'Antarctique.